# 自由振盪

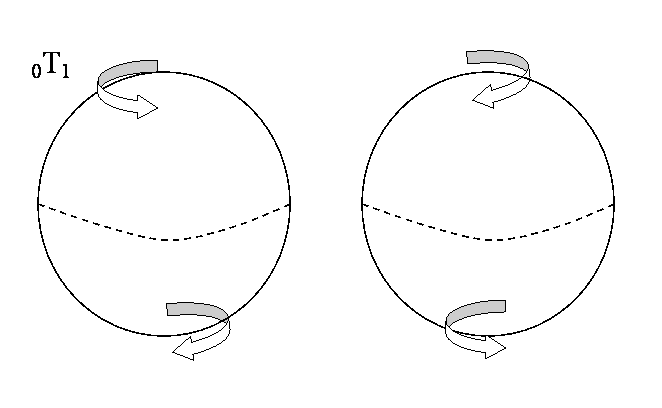
自由振盪示意圖，圖中展示的是_{0}T_{1}型自由振盪

自由振盪（英語：free oscillation）又稱地球自由振盪，是一種地震學上用駐波概念來解釋地震波的方式。有別於傳統的地震學把地震波以行進波表示法來處理，自由振盪的特點是能夠簡潔的解釋超低頻（週期長過數分鐘）或超長波（波長數百公里）地震發生時的地球震動情況。自由振盪方法傾向以視地球為一整體的方式解釋地震，而非是從地表的角度解釋地震波。歷史上第一次對地球自由振蕩的觀測是在1960年智利大地震期間完成的，現行的理論則在1980年代後期得到提出。自由振盪能量的大小與震源的破裂方式、破裂程度密切相關，因此地震後的自由振盪信號可用於推斷地震震級和檢驗地震的震源機制解。事實上，地球自由振盪是目前唯一可對震源機制解進行總體檢驗和推測的地震學方法。

## 分類
地球的自由振盪是一種肇因於兩反方向傳播的表面波間彼此干涉而產生的駐波，可能造成自轉速率和重力場的改變。自由振盪，依據發生時地球的共振方式分為兩種：雷利波造成的球式（英語：Spherical Mode，代號S）和洛夫波造成的旋式（英語：Torodial Mode，代號T）。球式的振盪具有半徑方向（也就是地表居民所謂的「垂直方向」）的分量，地球的重力位能也在過程中有所變化。旋式振盪只有垂直於半徑的分量（也就是地表居民所謂的「水平方向」），對地球的體積不會造成影響，也不會引發重力位能的變化。
由於行進波表示法和駐波表示法是一體兩面，因此球式和旋式震動也就和傳統地質學裡的P波（固體裡的縱波）、S波（固體裡的橫波）相關聯。更密切的關係是：許多球式震動可以視為兩道雷利波以反方向繞行地球所加成的駐波，而許多旋式震動則是由兩道洛夫波加成的駐波。更有一些震動模式可等價於於沿介面（例如雷氏不連續面）傳遞的史東利波（英語：Stonley Wave）。

## 命名法
自由振盪模式的命名一般可以寫為「nSlm」或「nTlm」的樣子，n、l、m都是數字。之所以需要三個參數，是因為地球是一個三度空間的物體，需要三個自由度才能夠完整表達自由振盪的型態。而這三個數字分別代表：
- ｎ稱為主階數或半徑階數（英語：Radial Order Number，n=1，2，3，4 …），代表半徑方向上駐波波節（英語：Node）的數量。也就是共振簡正對半徑的函數變化。
- l稱為角階數（英語：Angular Order Number，l=0，1， … ，n-1）。
- m稱為方位角階數（英語：Azimuthal Order Number，ml= -l，-l+1 … 0 … l-1，l）。

在完美的球體共振模型中，半徑階數和角階數不會是方位角階數的函數。另外，假設地球真是個球對稱的球體，那麼擁有相同半徑階數和角階數的模型都會有相同的週期，無論他們的方位角階數。因此在日常中可以對表示法簡化，把球式和旋式分別記做「nSl」或「nTl」。
舉一些常見的自由振盪簡正的例子。0S0型振蕩被暱稱為「呼吸」，因為他涉及了整個地球的膨脹和收縮，並且具有大約20分鐘的周期；0S2型則被稱「橄欖球」，因為他的膨脹和收縮在不同的方向上不同步，所以地球的形狀看起來隨時在正立和水平的橄欖球間變化。0S2具有大約54分鐘的周期。也不是所有物理學中的自由振盪模式在地球上都能得到實現，舉例來說，0S1型就不可能出現在實際生活中，因為它會導致整個地球重心的改變；而這如果不以靠外力是不可能的。
0T1型的震盪則會導致地球自轉速率的變化，不過因為變化時間尺幅太大，在地震學上不常討論 。0T2型震盪描述了北半球和南半球相對於彼此的扭曲，周期約44分鐘。

## 應用

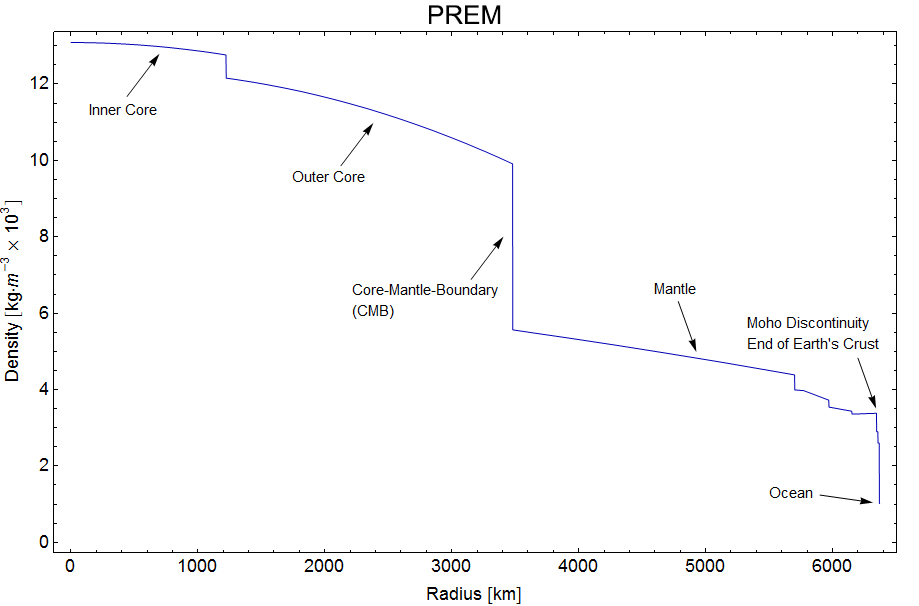
地球自由振盪的應用：初步地球參考模型(PREM)的地球內部密度推算圖。

由於自由振盪從某個程度上來看就是地震波本身，因此與地震波一樣，自由振盪的研究在科學上具有著許多應用。首先，由於地球的不均勻性，局部構造往往可以影響一個地區的實際地震波波速，研究地球自由振盪可以用於分析地震波程的時間延遲，並藉此改進模型，做出更準確的地震震源定位或是促進對地層行震波探勘時的準確度。能夠改善震波的測量，也意味者研究自由振盪也可以推進地球物理學中對地球內部構造的探勘，讓科學家能夠一窺地表以下的世界。事實上，目前學界採用的初步地球參考模型就參考了大量的自由振盪研究成果。具體的分析的方法主要是透過計算不同模型產生的自由振盪頻率，並與觀測頻率對比完成。此外，如果對自由振盪的模式進行傅立葉分析，測定頻譜峰值對應的能量值或共振譜峰的寬度，還可以研究振動能量在地球內部的衰減情況，並研究地球的非彈性性質。

## 外部連結
- 美國地質調查所 （页面存档备份，存于）
- 經濟部中央地質調查所
- 交通部中央氣象局 （页面存档备份，存于）